# Ronaldo Cagiano
Ronaldo Cagiano Barbosa (Cataguases, 15 de abril de 1961) é um advogado e escritor brasileiro.
Viveu em Brasília de 1979 até 2007, e em São Paulo de 2007 a 2017 e está radicado em Lisboa. Trabalhou na Caixa Econômica Federal de 1982 a 2016. O autor tem publicado resenhas e críticas em diversos jornais e revistas do país e do exterior. Obteve o 1° lugar no concurso de contos Ignácio de Loyola Brandão, de Araraquara (SP), em 1996; 1° lugar no concurso Bolsa Brasília de Produção Literária 2001, com o livro de contos Dezembro indigesto. Organizou as coletâneas Antologia do conto brasiliense (Projecto Editorial, Brasília, 2001), Poetas Mineiros em Brasília (Varanda Edições, Brasília, 2001) e Todas as Gerações - O Conto Brasiliense Contemporâneo (LGE Editora, Brasília, 2006).
Ganhou o terceiro lugar na 58ª edição do Prêmio Jabuti de literatura com o livro de contos "Eles não moram mais aqui" (Editora Patuá 2015).

## Livros publicados
- Palavra Engajada (poesia, Ed. Scortecci, SP, 1989)
- Colheita Amarga & Outras Angústias (poesia, Ed. Scortecci, SP, 1990)
- Exílio (poesia, Ed. Scortecci, SP, 1990)
- Palavracesa (poesia, Ed. Cataguases, Brasília, 1994)
- O Prazer da Leitura, em parceria com Jacinto Guerra (coletânea de contos e crônicas, Ed. Thesausus, Brasília1997)
- Prismas – Literatura e Outros Temas (crítica literária, Ed. Thesaurus, Brasília, 1997)
- Canção dentro da noite (poesia, Ed. Thesaurus, Brasília, 1999)
- Espelho, espelho meu (infanto-juvenil, em parceria com Joilson Portocalvo, Ed. Thesaurus, Brasília, 2000).
- Dezembro indigesto (contos, Brasília, 2001)
- Concerto para arranha-céus (contos, LGE, Brasília, 2004)
- Dicionário de pequenas solidões (contos, Língua Geral, Rio, 2006)
- O sol nas feridas (poesia, Dobra Ideias, SP, 2011) - Finalista do Prêmio Portugal Telecom 2012
- Moenda de silêncios (novela em parceria com Whisner Fraga, Dobra Ideias, SP, 2012)
- Eles não moram mais aqui (contos, Editora Patuá 2015) https://web.archive.org/web/20180117011854/http://premiojabuti.com.br/premiados-por-edicao/premio-2016/
- Observatório do caos (poesia, Editora Patuá, SP, 2016)
- Diolindas, em parceria com Eltânia André (novela, Ed. Penalux, SP, 2017)
- Eles não moram mais aqui (contos, Editora Gato Bravo, Lisboa, Portugal, 2018)
- Os rios de mim (poesia, Editora Urutau, Pontevedra, Espanha, 2018)
- O mundo sem explicação (poesia, Editora Coisas de Ler, Lisboa, Portugal, 2019)
- Cartografia do abismo (poesia, Editora Laranja Original, São Paulo, 2020)
- Horizonte de espantos (contos, Editora Urutau, Pontevedra, Espanha, 2022)
- Arsenal de vertigens (poesia, Edições Húmus, Portugal, 2022)
- Arsenal de vertigens (poesia, Editora LetraSelvagem, São Paulo, 2024)
- Dicionário de pequenas solidões (contos, Editora Catalogus, Maputo, Moçambique, 2024)

## Participação em Antologias
- Caliandra – Poesia em Brasília, Org. Alan Viggiano, André Quicé Editor, DF,1995
- Cronistas de Brasília, Vol.II, Org. Aglaia Sousa, Ed. Thesaurus, DF, 1996
- O prazer da leitura, Org. Jacinto Guerra, Ed. Thesaurus, DF, 1997
- A poesia mineira no século XX, Org. Assis Brasil, Imago, Rio, 1998
- Poesia de Brasíllia, Org. Joanyr de Oliveira, Ed. 7 Letras, Rio,1998
- Poemas para Brasília, Org. Joanyr de Oliveira, Projecto Editorial, DF, 2004
- Os cem menores contos brasileiros do século, Org. Marcelino Freire, Ateliê, SP, 2004
- 15 cuentos brasileiros, Ed. bilingue, Org. Nelson de Oliveira, Ed. Comunicarte, Córdoba, Argentina, 2007
- Capitu mandou flores, Org. Rinaldo de Fernandes, Geração Editorial, SP, 2008
- Veredas – Panorama do conto contemporâneo brasileiro, Org. Anderson Fonseca e Mariel Reis, Oito e Meio, Rio, 2013
- Hiperconexões: realidade expandida - Antologia de poemas sobre o pós-humano - Vol 2, Org. Luiz Bras. Ed. Patuá, SP, 2014
- TranSPassar – Poética do movimento pelas ruas de São Paulo, Org. Carlos Felipe Moisés, Ed. Sesi, SP, 2016
- Perdidas - Histórias para crianças que não têm vez, Org. Alexandre Staut e Kátia Gerlach, Imã Editoria, Rio, 2017
- Lula Livre - Lula Livro, Org. Ademir Assunção e Marcelino Freire, São Paulo, 2018
- Antologia Primata, Org. Luiz Perdiz e Macaio Poetônio, Edições Primata, São Paulo, 2018
- Feliz aniversário, Clarice, Org. Hugo Almeida, Editora Autêntica, Belo Horizonte, 2020
- A norte do futuro - homenagem ao centenário de Paul Celan, Org. Maria Teresa Dias Furtado, Poética Edições, Braga, 2020
- Não há nada mais parecido a um fascista que um burguês assustado, Org. Débora Ribeiro Rendelli, Ed. Hecatombe, São Paulo, 2020
- Antologia poética da imigração lusófona, Org. Lucas Augusto da Silva, Kotter Editorial, Lisboa, 2021
- Tanto mar entre nós - Diásporas, Org. Baltazar Gonçalves, Kotter Editorial, Lisboa, 2021
- Volta para tua terra: uma antologia antirracista/antifascista de poetas estrangeirxs em Portugal, Org. Manuella Bezerra de Melo e Wladimir Vaz, Ed. Urutau, Lisboa, 2021
- Micros-Beagá, Org. Rauer Ribeiro Rodrigues, Pangeia Editora, Belo Horizonte, 2021
- Revolta e protesto na poesia brasileira - 142 poemas sobre o Brasil, Org. André Seffrin, Ed. Nova Fronteira, Rio, 2021
- Encontros com a poesia do mundo / Antologia de poesia bilingue português/italiano (III), Org. Vera Lúcia de Oliveira et alii, Cegraf/UFG, Goiânia, 2021
- Contágios - Contos & Crónicas / Coletivo Mapas do confinamento, Org. Gabriela Ruivo e Nuno Gomes Garcia, Visgarolho Editora, Aveiro, Portugal, 2022
- Inventário das travessias - Poesia. Coord. Pedro Miguel Salvado, António Lourenço Marques, Mana Soto, Stefania di Leo e Carlos Serrano, Editora Labirinto, Fafe, Portugal, 2023.
- Minas Gerais - Contos e confidências - Organização e apresentação Luísa Coelho, Editora Gato Bravo, Lisboa, Portugal, 2024.
- Silêncio aberto - 100 anos/100 autores - Coordenação Inez Andrade Paes, Editora Guerra e Paz, Lisboa, Portugal, 2025.
- Antologia selvagem, Organização Alexandre Bonafim, Cláudio Daniel e Fabio Júlio, Editora Cavalo Azul, Franca, SP, 2025.